# الکساندر کوزاکویچ
الکساندر کوزاکویچ (انگلیسی: Oleksandr Kozakevych؛ زادهٔ ۹ اوت ۱۹۷۵) بازیکن فوتبال اهل اوکراین است.